# Винчестер (Индијана)
Винчестер (енгл. Winchester) град је у америчкој савезној држави Индијана.

## Демографија
По попису из 2010. године број становника је 4.935, што је 102 (-2,0%) становника мање него 2000. године.
| Група             | 2000.         | 2010.         |
| Белци             | 4.910 (97,5%) | 4.695 (95,1%) |
| Афроамериканци    | 12 (0,2%)     | 23 (0,5%)     |
| Азијати           | 15 (0,3%)     | 25 (0,5%)     |
| Хиспаноамериканци | 71 (1,4%)     | 126 (2,6%)    |
| Укупно            | 5.037         | 4.935         |